# Will Clarke (Triathlet)
William Roger Clarke (* 31. Januar 1985 in Cambridge) ist ein britischer Duathlet und Triathlet. Er ist zweifacher Britischer Meister (2008, 2009) und wird in der Bestenliste britischer Triathleten auf der Ironman-Distanz geführt.

## Werdegang
Will Clarke startete im Alter von 16 Jahren bei seinem ersten Triathlon und ist seit 2000 als Profiathlet aktiv.
Im Mai 2004 wurde er Duathlon-Vizeweltmeister bei den Junioren.
Im September Juli 2006 wurde er Triathlon-Europameister und im September auch Weltmeister in der Klasse U23.

### Olympische Sommerspiele 2008
2008 belegte Clarke bei den Olympischen Spielen in Peking den 14. Rang. Im selben Jahr wurde er Britischer Meister und konnte diesen Titel 2009 erfolgreich verteidigen. Im September 2014 wurde er in Kanada Zehnter bei der Ironman 70.3-Weltmeisterschaft.
Im Mai 2015 startet Will Clarke auf Lanzarote erstmals auf der Ironman-Distanz (3,86 km Schwimmen, 180,2 km Radfahren und 42,195 km Laufen). Er wird in der Bestenliste britischer Triathleten auf der Ironman-Distanz geführt.

### Schnellster britischer Athlet auf der Ironman-Distanz 2016
Beim Ironman Copenhagen wurde er im August 2016 Zweiter mit der schnellsten je von einem britischen Athleten erzielten Zeit. Im April 2017 verbesserte er diese mit seinem vierten Rang im Ironman Texas nochmals auf 7:59:02 Stunden. Er wird trainiert von Mat Steinmetz und startet für das BMC Vifit Pro Triathlon Team.
Will Clarke lebt mit seiner Frau  und einem Sohn in Barrow upon Soar.

## Sportliche Erfolge
| Datum/Jahr    | Rang | Wettbewerb                                     | Austragungsort          | Zeit     | Bemerkung                                                                                                |
| ------------- | ---- | ---------------------------------------------- | ----------------------- | -------- | --- |
| 15. Apr. 2018 | 8    | Challenge Roma                                 | Rom                     | 03:26:21 | „Mitteldistanz“ (unklare Streckenangaben)                                                                |
| 13. Mai 2017  | 4    | Ironman 70.3 Mallorca                          | Alcúdia                 | 04:07:23 | |
| 23. Apr. 2016 | 2    | Challenge Fuerteventura                        | Fuerteventura           | 03:59:35 | Zweiter auf der Halbdistanz – 26 Sekunden hinter dem Deutschen Andreas Böcherer                          |
| 20. Sep. 2014 | 1    | Ironman 70.3 Lanzarote                         | Lanzarote               | 04:04:16 | mit neuem Streckenrekord                                                                                 |
| 7. Sep. 2014  | 10   | Ironman 70.3 World Championships               | Mont-Tremblant          | 03:48:44 | Ironman-70.3-Weltmeisterschaft                                                                           |
| 27. Juli 2014 | 2    | Ironman 70.3 Calgary                           | Calgary                 | 03:44:19 | |
| 15. Juni 2014 | 1    | UK Ironman 70.3                                | Somerset                | 04:18:07 | |
| 18. Mai 2014  | 2    | Ironman 70.3 Barcelona                         | Barcelona               | 04:06:03 | Zweiter bei der Erstaustragung                                                                           |
| 13. Apr. 2014 | 2    | Ironman 70.3 San Juan                          | San Juan                | 03:54:28 | |
| 26. Jan. 2014 | 2    | Ironman 70.3 South Africa                      | East London             | 04:05:23 | mit persönlicher Bestzeit auf der halben Ironman-Distanz                                                 |
| 5. Okt. 2013  | 2    | Ironman 70.3 Lanzarote                         | Lanzarote               | 04:10:53 | |
| 6. Juli 2013  | 15   | ITU World Championship Series 2013             | Kitzbühel               | 00:58:53 | |
| 22. Juni 2013 | 2    | Alpen-Triathlon                                | Schliersee              |          | |
| 16. Juni 2013 | 4    | UK Ironman 70.3                                | Somerset                | 04:25:51 | |
| 25. Aug. 2012 | 40   | ITU Triathlon Sprint World Championships       | Stockholm               | 00:56:59 | |
| 16. Juli 2011 | 2    | ITU Triathlon World Championship Series 2011   | Hamburg                 | 01:44:09 | Zweiter hinter dem Australier Brad Kahlefeldt                                                            |
| 2. Juli 2011  | 1    | Alpen-Triathlon                                | Schliersee              |          | |
| 18. Juni 2011 | 4    | ITU Triathlon World Championship Series 2011   | Kitzbühel               | 01:53:08 | |
| 2. Aug. 2009  | 1    | GBR Triathlon National Championships           | London                  |          | Britischer Meister beim London Triathlon                                                                 |
| 18. Aug. 2008 | 14   | Olympische Sommerspiele 2008                   | Peking                  | 01:50:32 | |
| 10. Mai 2008  | 11   | ETU Triathlon European Championships           | Lissabon                | 01:55:16 | Europameisterschaft                                                                                      |
| 2008          | 1    | GBR Triathlon National Championships           | Vereinigtes Konigreich  |          | Britischer Meister Kurzdistanz                                                                           |
| 29. Juni 2007 | 12   | ETU Triathlon European Championships           | Kopenhagen              | 01:53:12 | Europameisterschaft auf der olympischen Kurzdistanz (1,5 km Schwimmen, 40 km Radfahren und 10 km Laufen) |
| 2. Sep. 2006  | 1    | ITU Triathlon World Championship U23           | Lausanne                | 01:57:30 | Triathlon-Weltmeister in der Klasse U23                                                                  |
| 8. Juli 2006  | 1    | ETU Triathlon European Championship U23        | Rijeka                  | 01:54:41 | Triathlon-Europameister U23                                                                              |
| 17. Juli 2005 | 6    | ETU Triathlon European Championship U23        | Sofia                   | 01:55:07 | Triathlon-Europameisterschaft U23                                                                        |
| 3. Juli 2004  | 2    | ETU Triathlon European Championship Junior Men | Lausanne                | 01:01:11 | Junioren-Vizeeuropameister                                                                               |
| 9. Mai 2004   | 3    | ITU Triathlon World Championship Junior Men    | Madeira                 | 01:05:40 | Weltmeisterschaft Junioren                                                                               |
| 6. Dez. 2003  | 7    | ITU Triathlon World Championship Junior Men    | Queenstown (Neuseeland) | 01:02:18 | Triathlon-Weltmeisterschaft Junioren                                                                     |
| 21. Juni 2003 | 7    | ETU Triathlon European Championship Junior Men | Karlsbad                | 01:03:08 | Junioren-Europameisterschaft                                                                             |

| Datum/Jahr    | Rang | Wettbewerb         | Austragungsort    | Zeit     | Bemerkung                                                                                  |
| ------------- | ---- | ------------------ | ----------------- | -------- | ------------------------------------------------------------------------------------------ |
| 26. Mai 2019  | 2    | Ironman Brasil     | Florianópolis     | 08:06:31 |                                                                                            |
| 16. Juli 2017 | 2    | Ironman UK         | Bolton            | 08:47:03 |                                                                                            |
| 22. Apr. 2017 | 4    | Ironman Texas      | The Woodlands     | 07:59:02 | persönliche Ironman-Bestzeit und schnellster britischer Athlet; 2:42:01 h für den Marathon |
| 21. Aug. 2016 | 2    | Ironman Copenhagen | Kopenhagen        | 07:59:31 | Zweiter hinter dem Schweden Patrik Nilsson                                                 |
| 23. Mai 2015  |      | Ironman Lanzarote  | Puerto del Carmen | 09:28:32 | erster Start auf der Langdistanz                                                           |

| Datum/Jahr   | Rang | Wettbewerb                              | Austragungsort | Zeit     | Bemerkung                                                                         |
| ------------ | ---- | --------------------------------------- | -------------- | -------- | --------------------------------------------------------------------------------- |
| 30. Mai 2004 | 2    | ITU Duathlon Junior World Championships | Geel           | 01:01:28 | Duathlon-Vizeweltmeister bei den Junioren, hinter seinem Landsmann Oliver Freeman |

(DNF – Did Not Finish)